# Mimosoideae
Mimosoideae es una subfamilia de plantas pertenecientes a la familia de las leguminosas (Fabaceae). Su nombre procede del género tipo, Mimosa.
Especies muy conocidas pertenecen a las mimosóideas, tales como las verdaderas acacias, las mimosas o sensitivas, los ingáes, timbóes y plumerillos, los aromos, tuscas, garabatos, espinillos y algarrobos. Abundan entre los grandes árboles de los bosques tropicales, dominan en muchas sabanas y  son siempre frecuentes en las regiones semidesérticas cálidas, como Acacia anastema. Muchas mimosóideas se cultivan como árboles para sombra, plantas ornamentales, de protección o con fines forestales.
Habitan preferentemente en las regiones cálidas, y están muy bien representadas en las regiones tropicales de África y América  donde hay especies a menudo gigantescas.
Comprenden 82 géneros y alrededor de 3300 especies. Los géneros con mayor número de especies son Acacia sensu stricto (960, comprende solamente a las especies antes incluidas en el subgénero Phyllodinae), Mimosa (480), Inga (350), Calliandra (200), Vachellia (161, previamente conocido como  Acacia subgénero Acacia), Senegalia (85, previamente incluidas dentro de Acacia subgénero Aculeiferum), Prosopis (45), Pithecellobium (40).

## Descripción
Son árboles o arbustos, rara vez hierbas, de follaje grácil por sus hojas bipinnadas, raramente pinadas o reducidas a filodios. En muchos casos son espinosos y de aspecto muy particular por las pequeñas flores agregadas en cabezuelas o espigas que, a su vez, suelen formar racimos espiciformes densos o grandes panojas.
Las flores son actinomorfas. La corola tiene prefloración valvar, a menudo es de pétalos soldados y tubulosa. El cáliz es valvar o, en algunos grupos, imbricado, con los  sépalos  siempre soldados. El androceo está formado por 4, 8, 10 o numerosos estambres, los cuales superan la altura de la corola. Los filamentos estaminales están libres o soldados entre sí. El polen es generalmente compuesto. EL óvulo es anátropo. La semilla presenta embrión recto y el tegumento presenta una "línea fisural" (pleurogram en inglés botánico  —de pleuro, lado, lateral y gramma, línea, o sea 'línea lateral') con forma de anillo o herradura. El hilo es apical o subapical, pequeño.

## Taxonomía
Esta subfamilia se divide en cinco tribus: Acacieae, Ingeae, Mimoseae, Mimozygantheae y Parkieae.

### Acacieae

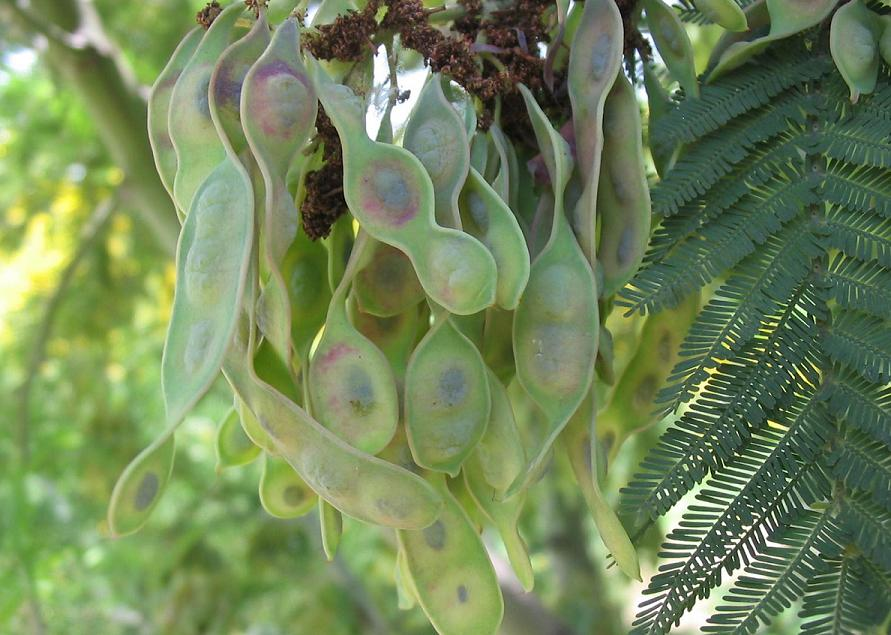
Acacia dealbata

Esta tribu está representada por los géneros Acacia  y Faidherbia. Presentan flores con una gran cantidad de estambres (siempre más de 10) con los filamentos libres. Las hojas en los miembros de esta tribu son bipinnadas o  se hallan substituidas por filodios. En algunas especies de Acacia, coexisten ambos, los filodios y las hojas bipinnadas, especialmente en los individuos jóvenes. Pueden ser inermes o presentar estípulas espinosas. 

### Ingeae

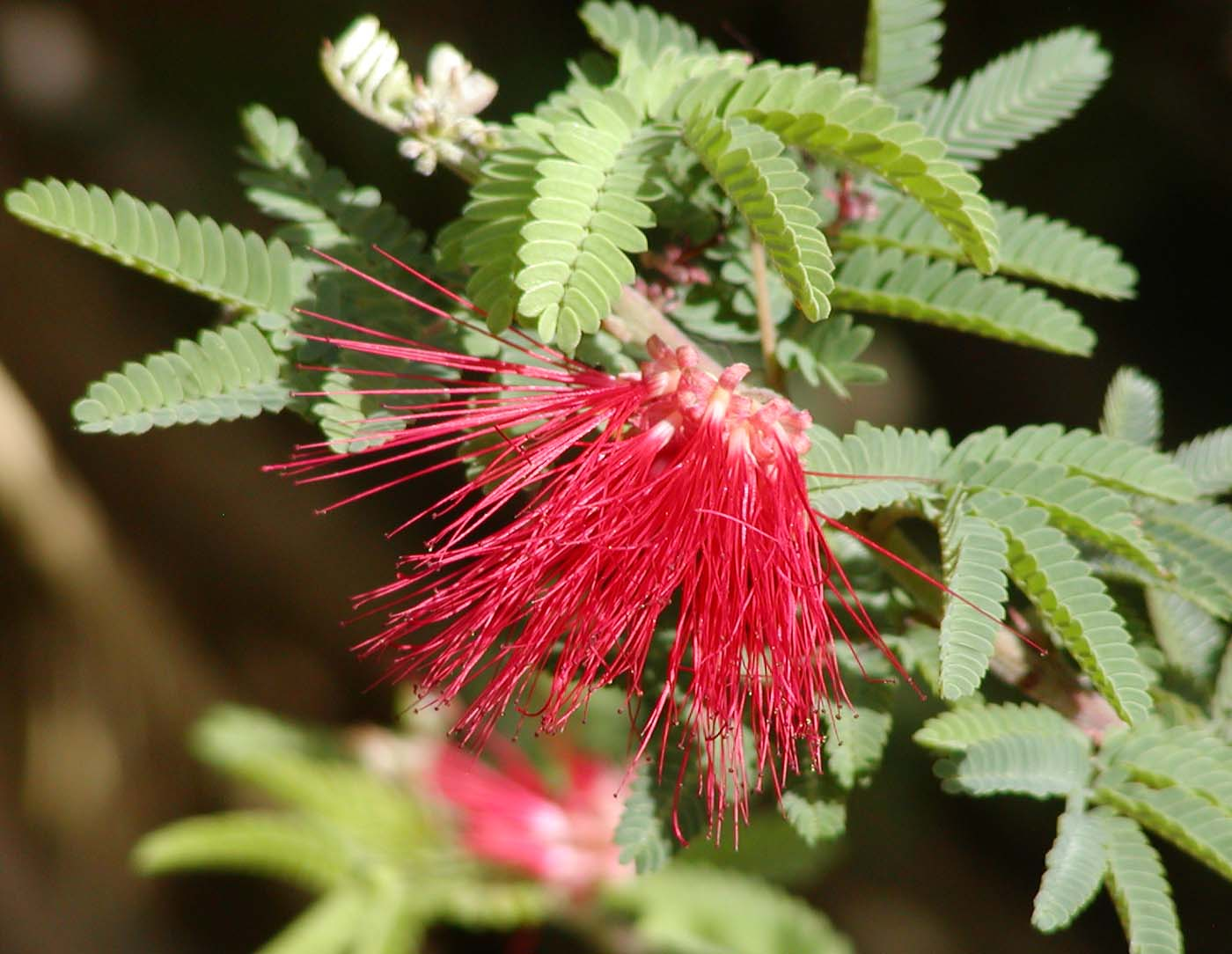
Calliandra californica

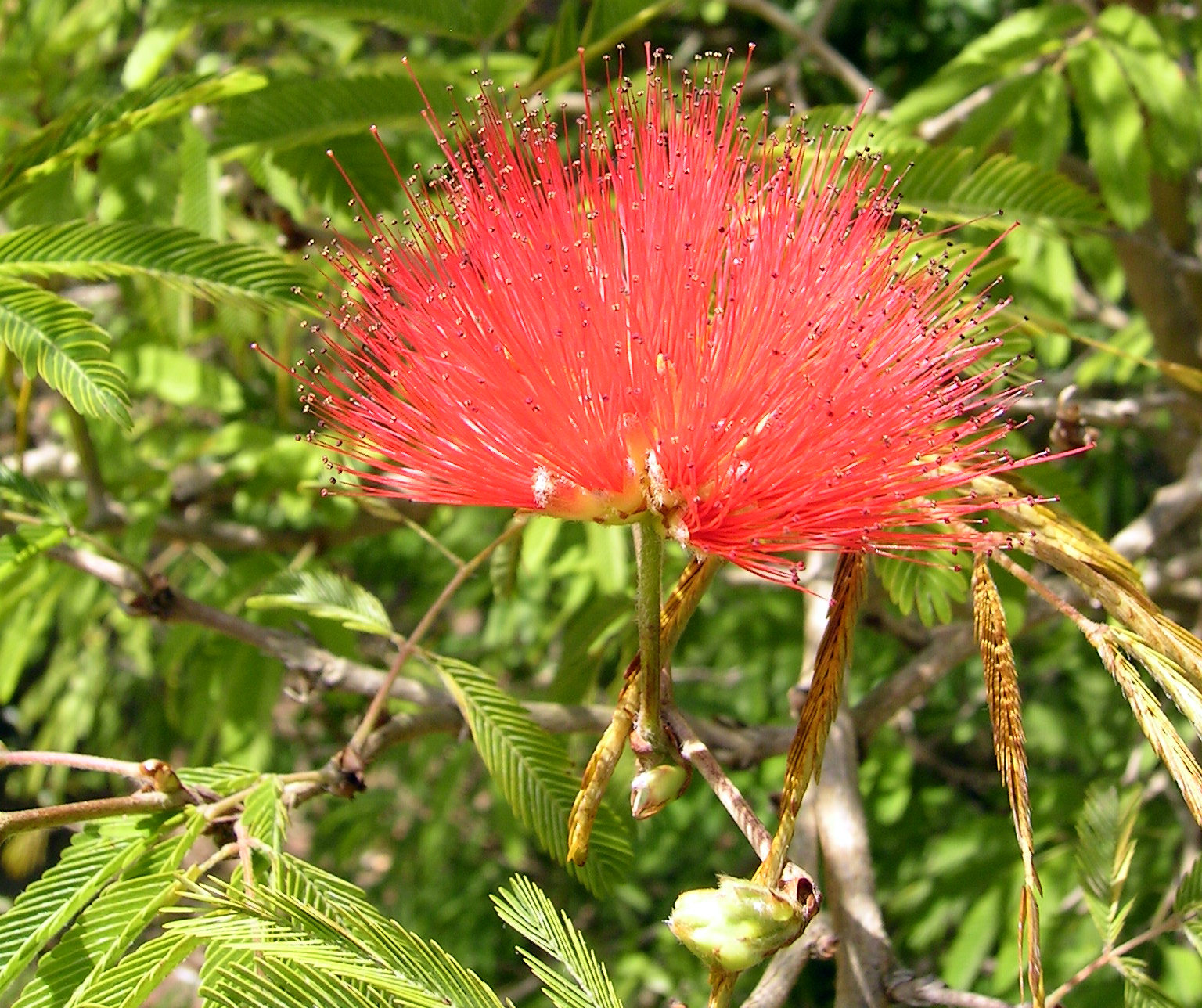
Calliandra tweedi

- Abarema
- Albizia
- Archidendron
- Archidendropsis
- Balizia
- Blanchetiodendron
- CalliandraCalliandra californicaCalliandra tweedi
- Cedrelinga
- Cojoba
- Ebenopsis
- Enterolobium
- Guinetia
- Havardia
- Hesperalbizia
- Hydrochorea
- Inga
- Leucochloron
- Lysiloma
- Marmaroxylon
- Painteria
- Pararchidendron
- Paraserianthes
- Pithecellobium
- Pseudosamanea
- Serianthes
- Sphinga
- Wallaceodendron
- Zapoteca
- Zygia

### Mimoseae

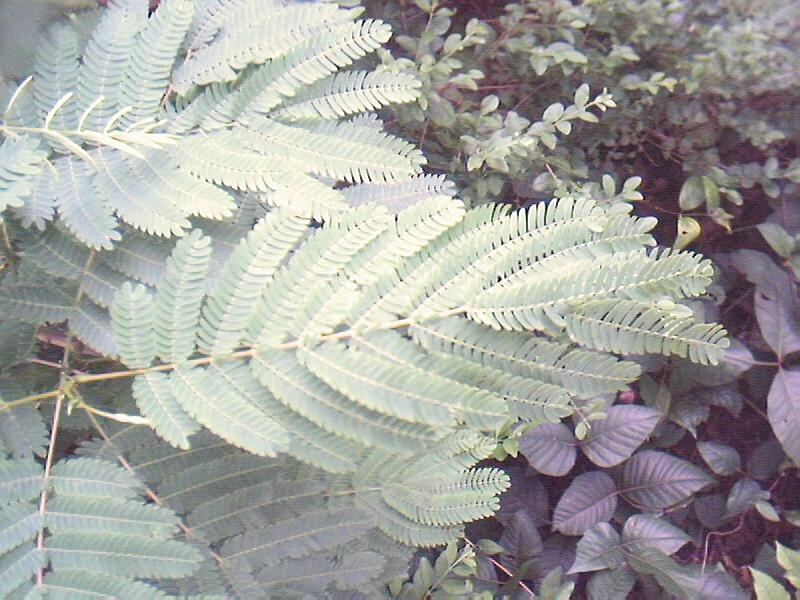
Desmanthus illinoensis

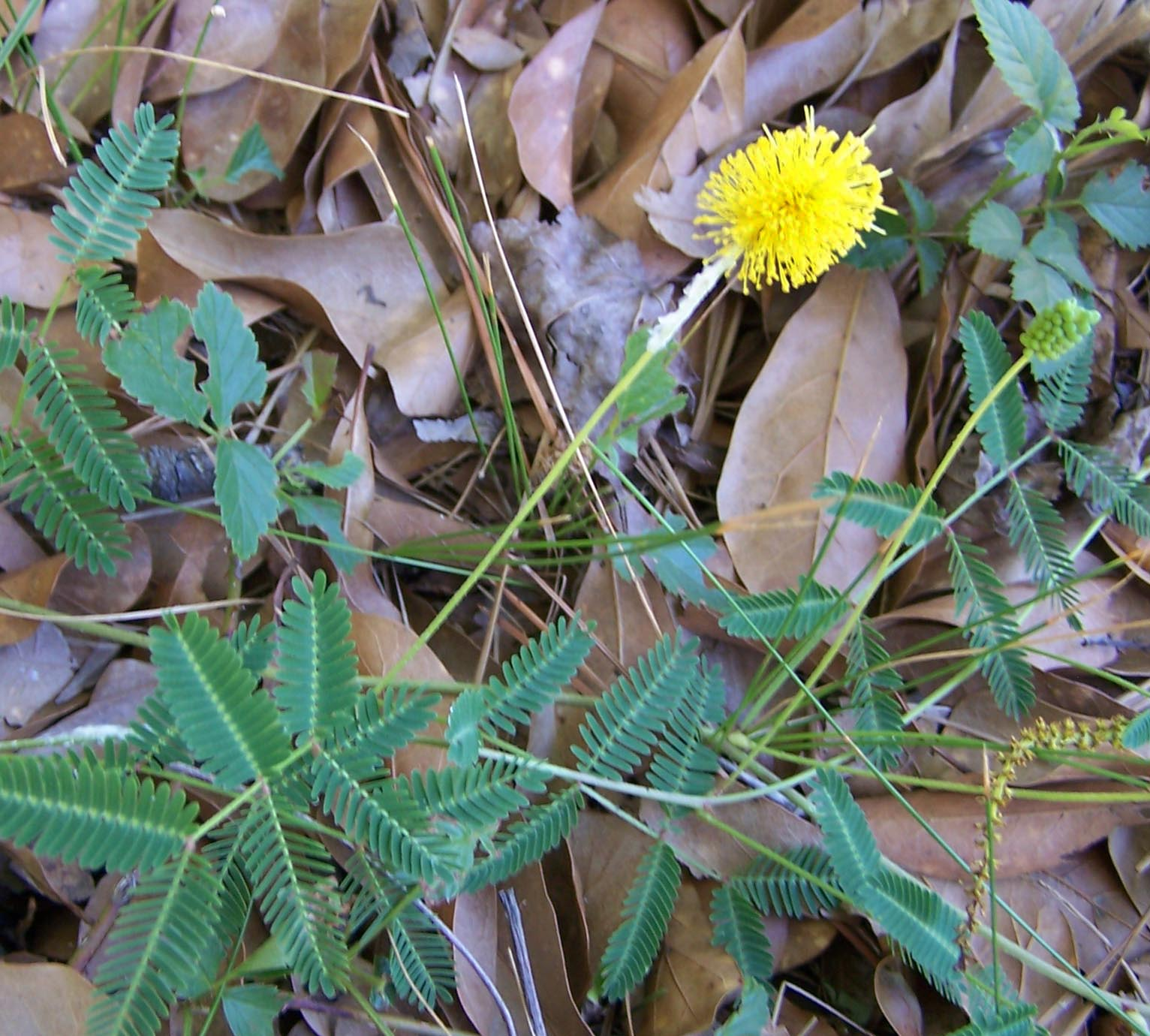
Neptunia lutea

- Adenanthera
- Adenopodia
- Alantsilodendron
- Amblygonocarpus
- Anadenanthera
- Aubrevillea
- Calliandropsis
- Calpocalyx
- Cylicodiscus
- DesmanthusDesmanthus illinoensis
- Dichrostachys
- Elephantorrhiza
- Entada
- Fillaeopsis
- Gagnebina
- Indopiptadenia
- Kanaloa
- Lemurodendron
- Leucaena
- Microlobius
- Mimosa
- NeptuniaNeptunia lutea
- Newtonia (planta)
- Parapiptadenia
- Piptadenia
- Piptadeniastrum
- Piptadeniopsis
- Plathymenia
- Prosopidastrum
- Prosopis
- Pseudopiptadenia
- Pseudoprosopis
- Schleinitzia
- Stryphnodendron
- Tetrapleura
- Xerocladia
- Xylia

### Mimozygantheae
- Mimozyganthus

### Parkieae
- Parkia
- Pentaclethra